# Бай Лу
Бай Лу (кит. упр. 白鹿, пиньинь Bai Lu; род. 23 сентября 1994, Чанчжоу, Цзянсу) — китайская актриса. Наиболее известна ролями в сериалах «Светлый пепел луны», «Легенды», «Любовь сладка», «На веки вечные» и «Один и единственный» «В погоне за Луной» « Плач бессмертной реки».

## Биография
Бай Лу родилась 23 сентября 1994 года в Чанчжоу китайской провинции Цзянсу. В 2012 году участвовала в зарубежном прослушивании SM Entertainment, но не была выбрана. Затем стала моделью. В 2015 году Бай снялась в серии короткометражных фильмов студии «Cattree studio». Она также снялась в музыкальном клипе Liu Yan.
Бай Лу окончила профессиональный технический колледж в провинции Цзянсу в 2015 году по специальности "Туристический английский язык". Она получила множество наград в студенческие годы.
Бай Лу любит читать и обладает тонким стилем письма. Она получила первый приз на третьем конкурсе эссе "Цивилизованный стиль" в провинции Цзянсу.
Известна как хороший друг актёра Чжан Ицзе.

## Карьера
В 2016 году Бай Лу подписала контракт с компанией Huanyu Film. Затем она снялась в своём первом телесериале «Чжао Гэ», сыграв благородную даму.
В 2017 году Бай Лу снялась в исторической комедийной дораме «Нелегко быть королём», это была её первая главная роль. В том же году она сыграла главную женскую роль в фэнтези-дораме «Король обезьян: Земля красоты».
В 2018 году Бай снялась в исторической романтической драме «Недосягаемые влюблённые», сыграв сразу две роли в сериале, женщину-генерала (Hou Xuan) и наложницу принца (Le Yun). За это она была награждена как лучший новичок на Карнавале всех звезд iQiyi.
В 2019 году Бай Лу снялась в драме «Легенды», где её роль властной демонессы получила положительные отзывы. В том же году она снялась в молодёжной военной драме «Арсенал военной академии» и романтической комедийной драме «Мир задолжал мне первую любовь». Также она снялась в исторической романтической драме Jiu Liu Overlord вместе с Лай И
В 2020 году Бай снялась в романтической драме «Любовь сладка» вместе с Ло Юнь Си, кит. 罗云熙, сыграв идеалистичного, но умного финансового аналитика. Она также была одной из кандидаток на роль Хуа Мулан в фильме «Мулан».
В 2021 году Бай Лу снялась в дорамах «Один и единственный» и «На веки вечные» с Жэнь Цзя Лунем, основанных на романе Мо Бао Фей Бао «Одна жизнь, Одно воплощение: Красивые кости». Оба сериала были показаны друг за другом и посвящены истории любви в прошлом и реинкарнации в настоящее время, в современном Китае.
9 августа была объявлена в качестве международного амбассадора iQiyi.
В ноябре 2021 начались съемки в историческом фэнтези «Светлый пепел Луны», другие названия «До конца Луны/Когда Луна догорит до тла», экранизации одноимённой новеллы, сыграв главную роль, партнёром выступил актёр Ло Юнь Си.
6 апреля 2023 года в эфир вышла драма «Светлый пепел Луны». Бай Лу сыграла в драме трио ролей: дочь генерала Е Сиву, богиню клана Феникса Ли Сусу и принцессу клана Устриц Сан Цзюй.
3 ноября 2023 года Бай Лу снялась в городской романтической драме «Любовь как лагерь» , которая транслировалась на канале Hunan TV. В драме она сыграла роль Чжэн Шуйи, репортера финансового еженедельника.
7 ноября 2023 года в эфир вышла костюмная романтическая драма «Покой, подобный сну». Бай Лу сыграла в этой драме главную женскую роль - Цзян Сюэ Нин.

## Фильмография
телевизионные сериалы
| Год  | название на английском   | Название на русском                         | название на китайском | роль                           | сеть вещания | комментарий. |
| ---- | ------------------------ | ------------------------------------------- | --------------------- | ------------------------------ | ------------ | ------------ |
| 2017 | King is Not Easy         | Нелегко быть королем                        | 大王不容易            | Dan Xi                         | Tencent      | [ 5 ]        |
| 2018 | Untouchable Lovers       | Недосягаемые влюблённые                     | 凤囚凰                | Huo Xuan / Le Yun              | Hunan TV     | [ 6 ]        |
| 2019 | The Legends              | Легенды/ Джао Яо                            | 招摇                  | Лу Чжао Яо                     | Hunan TV     | [ 9 ]        |
| 2019 | Arsenal Military Academy | Арсенал военной Академии                    | 烈火军校              | Се Сян/ Се Лян Чен             | iQiyi        | [ 10 ]       |
| 2019 | Lucky’s First Love       |                                             | 世界欠我一个初恋      | Xing Yun                       | iQiyi        | [ 11 ]       |
| 2020 | Love is Sweet            | Такая сладкая любовь Горький Мед            | 半是蜜糖半是伤        | Дзянь Дзюнь                    | iQiyi        | [ 13 ]       |
| 2020 | Jiu Liu Overlord         | Властелин Цзю Лю                            | 九流霸主              | Long Aoyi                      | Tencent      | [ 12 ]       |
| 2021 | Song of Youth            | Песня юности                                | 玉楼春                | Lin Shaochun                   | Youku        |              |
| 2021 | One and Only             | Один единственный / Воспоминания Чанъаня    | 周生如故              | Цюй Шии                        | iQIYI        |              |
| 2021 | Forever and Ever         | На веки вечные                              | 一生一世              | Ши И                           | iQIYI        |              |
| 2023 | Ordinary Greatness       |                                             | 警察荣誉              | Xia Jie                        |              |              |
| 2023 | Sunsong                  |                                             | 朝歌                  | Wu Shuang                      |              |              |
| 2023 | Till the End of the Moon | Светлый пепел луны/Пусть луна догорит дотла | 长月烬明              | Li Su Su / Ye Xi / Wu Sang Jiu | Youku        |              |

## Дискография
| Год  | Английское название     | Китайское название | Альбом                                            | Прим.            |
| ---- | ----------------------- | ------------------ | ------------------------------------------------- | ---------------- |
| 2017 | Subordinate Takes Order | 小的听令           | King is Not Easy OST                              | [ 19 ]           |
| 2018 | A Tale of Two Phoenixes | 凤囚凰             | Untouchable Lovers OST                            | [ 20 ]           |
| 2019 | Entering a Dream        | 入梦               | Arsenal Military Academy OST                      | вместе с Сюй Кай |
| 2019 | Want To Be With You     | 想和你一起         | Lucky’s First Love OST                            | [ 22 ]           |
| 2021 | The Purple Hairpin      | 紫钗记             | Song of Youth                                     |                  |
| 2021 | Heartbeat               | 心动               | Forever and EverOST                               |                  |
|      | My Sugar                | -                  | Bai Lu Debut 5th Year Anniversary Birthday Single |                  |

## Награды и номинации
| Год  | Награда                                                      | Категория                   | Сериал                                                    | Результат | Прим.  |
| ---- | ------------------------------------------------------------ | --------------------------- | --------------------------------------------------------- | --------- | ------ |
| 2017 | 11th Tencent Video Star Awards                               | Most Promising New Actress  | King is Not Easy                                          | Победа    | [ 23 ] |
| 2018 | 7th iQiyi All-Star Carnival                                  | Newcomer Award              | Untouchable Lovers                                        | Победа    | [ 7 ]  |
| 2019 | 6th The Actors of China Award Ceremony                       | Best Actress (Web series)   | Arsenal Military Academy                                  | Номинация | [ 24 ] |
| 2019 | StarHub Night of Stars 2019                                  | Most Promising Actress      | Arsenal Military Academy                                  | Победа    | [ 25 ] |
| 2019 | Golden Bud — The Fourth Network Film And Television Festival | Best Actress                | The Legends, Arsenal Military Academy, Lucky’s First Love | Номинация | [ 26 ] |
| 2019 | 8th iQiyi All-Star Carnival                                  | Most Popular Actress        | Arsenal Military Academy                                  | Победа    | [ 27 ] |
| 2019 | Weibo TV Series Awards                                       | Top 10 Popular Actresses    | The Legends, Arsenal Military Academy, Lucky’s First Love | Победа    | [ 28 ] |
| 2019 | Today Headline News Award                                    | New Female Star of The Year | н/д                                                       | Победа    | [ 29 ] |
| 2020 | 7th The Actors of China Award Ceremony                       | Best Actress (Web series)   | н/д                                                       | Победа    | [ 30 ] |
| 2020 | 2021 iQIYI Scream night                                      | Popular Actress of the Year | Love is Sweet                                             | Победа    | [ 31 ] |
| 2021 | 8th Wen Rong Awards                                          | Best Youth Actress          | Forever and Ever                                          | Номинация | [ 32 ] |
| 2021 | 34th Huading Awards                                          | Best Actress                | One and Only                                              | Номинация | [ 33 ] |